# 格勞峰
47°03′10″N 9°34′55″E / 47.05278°N 9.58194°E

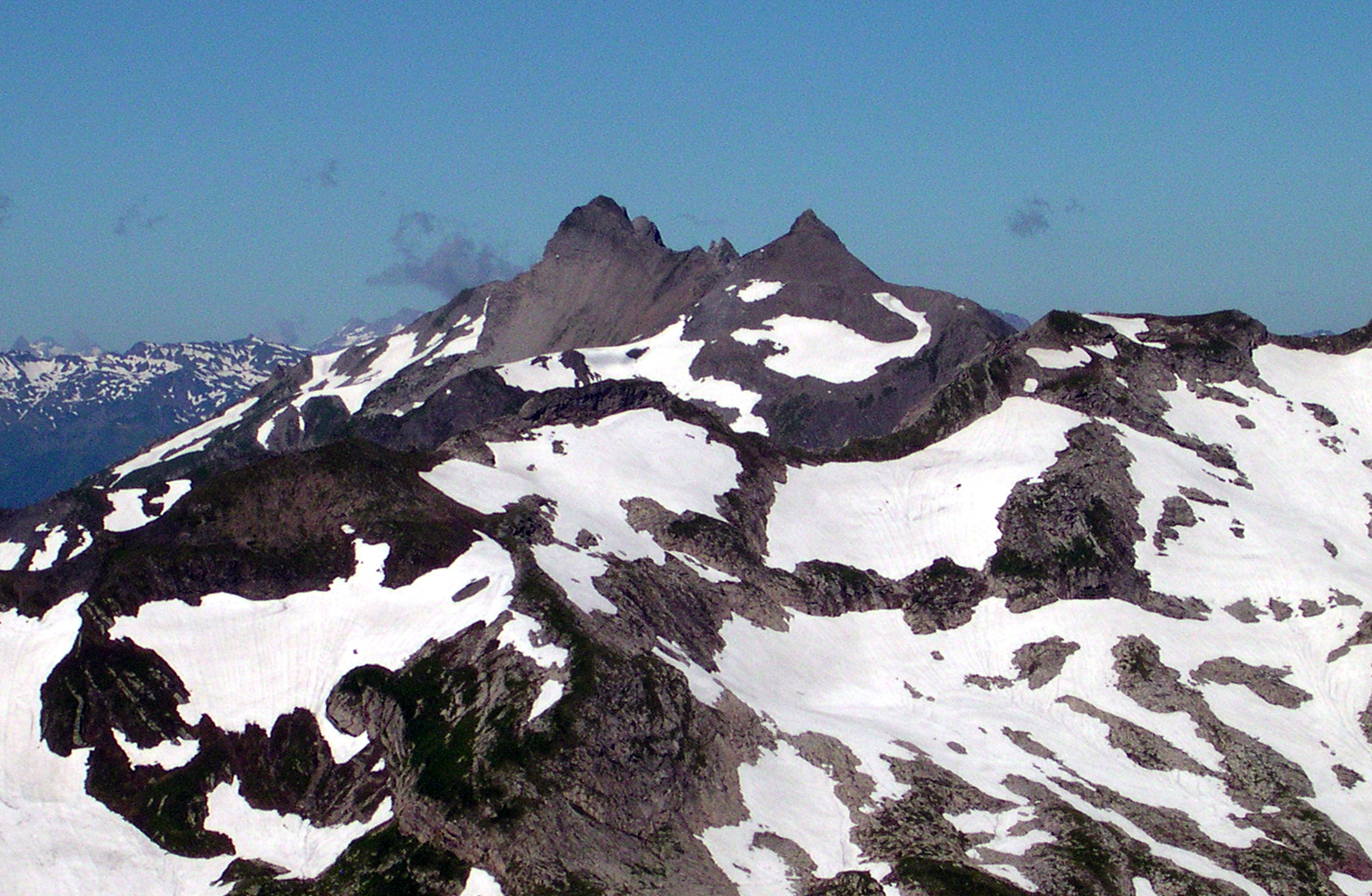

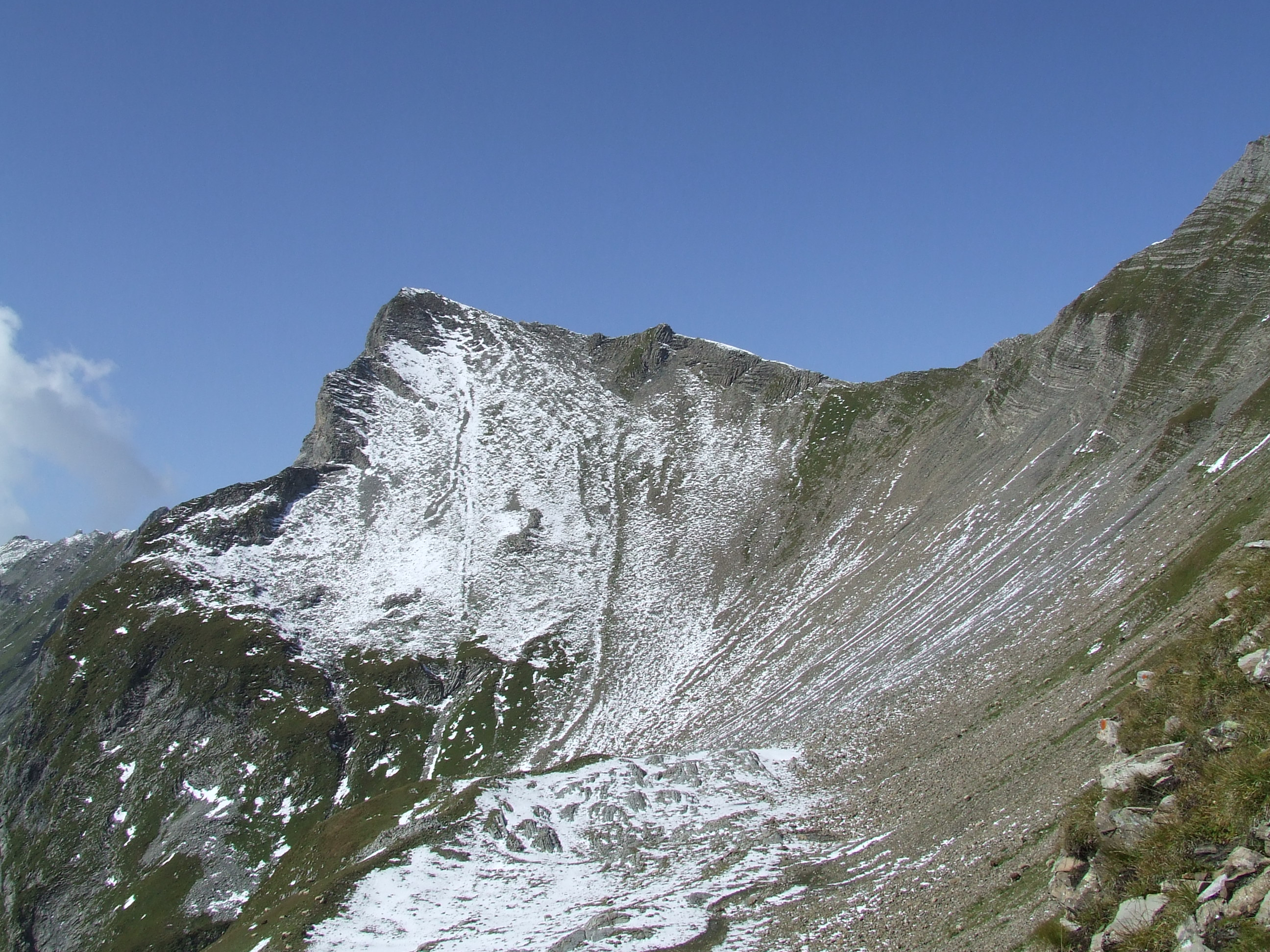

格勞峰（Vorder-Grauspitz），是歐洲的山峰，位於列支敦斯登和瑞士接壤的邊境，處於謝薩普拉納山以西，屬於雷蒂孔山的一部分，該山峰海拔高度2,599米，是列支敦士登最高的山峰。